# Universidad de Illinois

La Universidad de Illinois es el conjunto de tres universidades públicas situadas en el estado estadounidense de Illinois:
- Universidad de Illinois en Chicago
- Universidad de Illinois en Urbana-Champaign
- Universidad de Illinois en Springfield

El mayor de los tres campus es el que se ubica en las ciudades adyacentes de Urbana y Champaign. Estas instituciones de estudios superiores son subsidiadas con impuestos de los contribuyentes.